# Эст тренинг
Семинары и тренинг Эрхарда (известен также как ЭСТ-тренинг, от англ. Erhard Seminars Training) — организация, основанная Вернером Эрхардом в 1971 году, предлагающая двухнедельный (или 60-часовой) курс «The est Standard Training». Назначение тренинга заключалось «в трансформации твоей способности проживать жизнь таким образом, чтобы ситуации, которые ты пытаешься изменить или с которыми ты пытаешься смириться, прояснялись прямо в процессе жизни», как говорил Эрхард и его последователи. На сайте www.erhardseminarstraining.com/ утверждается, что эст-тренинг «доносил до людей ценность идей трансформации, личной ответственности и надежности в отношениях, а также открытия новых возможностей». ЭСТ-тренинги проходили с конца 1971 года до 1984 года.

## Тренинг
Стандартный ЭСТ-тренинг состоял из четырех частей, которые длились две пары выходных. В каждом тренинге, как правило, участвовали около или более 200 человек. Первые два года Эрхард вел тренинги сам, а затем подготовил несколько тренеров. Основатель «Center for Public Leadership» в Гарварде Роналд Хайфц назвал ЭСТ «важным опытом, в котором двести человек проходят через интенсивную образовательную программу за две пары выходных и приобретают знания и умения, которые, похоже, изменили многие их жизни. Также важно, что они все это проживали на опыте.». Тренеры призывали участников жить своей жизнью, а не играть навязанные в прошлом роли. Джонатан Морено отмечал, что возможно участники были удивлены, насколько обучение было физически и эмоционально сложным и при этом философски глубоким. Он пишет, что важнейшей частью тренинга было освобождение человека от его прошлого.
Все тренинги начинались в девять утра и продолжались до полуночи или до раннего утра следующего дня. Участники соглашались соблюдать правила, согласно которым нельзя было носить часы; общаться, пока не разрешил тренер; задавать вопросы, пока не подали микрофон; есть или ходить в туалет, пока не объявили перерыв. Перерывов могло не быть в течение нескольких часов. Для принимающих лекарства участников условия были чуть лояльнее: они могли выходить в любое время, но сидеть должны были на последнем ряду, чтобы не отвлекать остальных участников. Роберт Кийосаки пишет, что «во время тренинга стало абсолютно понятно, что большинство наших личных проблем были связаны с тем, что мы нарушали данные себе договоренности: говорили себе одно, а делали другое. Стало очевидно, что значительная часть человеческих страданий происходит из-за несоблюдения соглашений — мы не держим своё слово или кто-то еще не выполняет свои обещания». Эрхард призвал участников быть самими собой, а не играть роли, которые были навязаны им, и использовал психологическое давление, чтобы доказать, что его точка зрения верна.
Иногда Эрхард заходил настолько далеко в своих размышлениях, что заявлял, что шесть миллионов евреев были «в ответе» за их собственные смерти во время Холокоста во Второй мировой войне. По его мнению, одна участница тренинга сама себя засадила в лагерь смерти, где погибли другие члены ее семьи. Хотя с самого начала его фраза вызвала возмущение у этой женщины, в итоге тренер настоял, что она сможет найти настоящую ценность в послании ЭСТа, если примет его точку зрения. Позднее Эрхард подробно описывал, как эта участница достигла окончательного освобождения от концентрационного лагеря. «Она взяла на себя ответственность за своё заточение. Это же так чертовски просто».
Во второй день проходил «процесс опасности», известный как «травля быка» или «противостояние» в саентологии. В этом упражнении тренер приглашал группы участников на сцену, они должны были стоять по стойке смирно. Затем группа «противостоящих» подходила нос к носу к тренируемым и смотрела на них в упор. ЭСТ-тренер играл роль «травителя быков»: он выкрикивал оскорбления на стоящих участников на сцене. Это упражнение вызывало приступы плача и истерики. Затем тренер проводил еще одно упражнение: предлагал участникам представить, что они боятся всех, а затем, что все боятся их.
В третий и четвертый день Эрхард читал лекции на темы реальности, характера ума. Тренер сбивал участников с толку различиями между такими понятиями, как «реальный» и «нереальный». «Истинное просветление», — подводил итоги тренер, — «это узнать, что ты машина». В заключительный день Эрхард убеждал участников, что они свободны в выборе своих путей. Заканчивался тренинг упражнением, когда тренер просил поднять руки тех, кто «получил это». Когда десять рук было поднято, остальные должны были громко аплодировать. Причем что такое «это», никто никогда не объяснял. Скорее всего, этот термин был позаимствован из дзен-буддизма.

## История
В 1970-е Вернер Эрхард прожил личностный рост или трансформацию (как он сообщал всем) и решил создать ЭСТ-тренинг, чтобы подарить подобный опыт другим. Первый ЭСТ-тренинг прошел в гостинице Джек Так в Сан-Франциско, штат Калифорния, в октябре 1971 году. В течение года Эрхард проводит тренинги в Нью-Йорке и в других крупных городах США.
В начале июля 1974 году ЭСТ-тренинг прошел в американской тюрьме в Ломпоке, штат Калифорния, с одобрения Федерального бюро тюрем. В этом тренинге принимали участие 12-15 заключенных, находящихся в тюрьмах строгого режима.
К 1979 году ЭСТ-тренинги проводились в Европе и других частях мира. В 1983 году прошел первый ЭСТ-тренинг в Израиле в Тель-Авиве. В 1983 году в США один из участников тренинга потерял сознание во время «процесса опасности» и умер в больнице. Однако в дальнейшем в суде было доказано, что ЭСТ-тренинг не был причиной смерти.
Последний ЭСТ-тренинг был проведен в декабре 1984 года в Сан-Франциско. На его место пришел новый курс The Forum, первые семинары этого курса проходили уже в январе 1985 года.
В 1981 году организация «est, Inc.» была переименована в «est, an Educational Corporation», а затем и в «Werner Erhard & Associates». В 1991 году компанию продали работникам, которые сформировали новую под названием «Landmark Education». Гарри Розенберг, брат Эрхарда, стал генеральным директором в новой организации. Она взяла за основу ЭСТ-тренинг и курс «The Forum» и создала свои курсы по саморазвитию.

## Критика
История оставила очень много вопросов, связанных с личностью Эрхарда. Считается, что в 1960 году он оставил жену и четверых детей, сменил имя и фамилию (раньше его звали Джек Розенберг). У него нет образования (кроме средней школы), а до создания ЭСТ-тренинга, он десять лет продавал энциклопедии, классическую литературу и книги по «динамике разума».
Кроме того, цель всех ЭСТ-тренингов — личное обогащение. У Эрхарда была огромная вилла, несколько автомобилей с личным водителем, он мог позволить себе взять напрокат самолет. При этом когда его обвиняли в том, что он «самый ярый противник сознания», Эрхард признавал эти обвинения, причем делал это с гордостью.
Ирвин Д. Ялом в книге «Экзистенциальная психотерапия» приводит примеры с семинаров ЭСТ-тренинга, когда тренеры убеждали участников, что они несут ответственность за все, что происходит в их жизни: за то, что их ограбили, за то, что они болеют, за то, что болеют их близкие. При этом когда участники осознавали это — их болезни проходили, однако, по мнению Ялома, это больше напоминает эффект плацебо. Участники ожидали, что им помогут, они заплатили, чтобы им помогли, они испытали причудливые переживания, поэтому они чувствовали, что им помогли.

Кроме того, хотя тренинг и учил брать ответственность за свою жизнь, условия, в которых находились участники, больше были похожи на ограничение индивидуальной свободы. Например, от всех требовалось «дотошное внимание к деталям», участники должны были делать всё строго по расписанию (даже шутить можно было в отведенное для этого время), все должны были делать вещи «правильным» образом, даже убирать туалеты способом ЭСТа.
… основная критика, которая может вестись против ЭСТа — не то, что он упрощенческий (в этом может быть его достоинство), не то, что он является массовым производством (каждой великой системе мышления требуется популяризатор) — а то, что он по существу противоречивый. Авторитаризм не воспитает личной независимости, но, напротив, всегда подавляет свободу. Это обман, заявлять, как по-видимому делает ЭСТ, что личная ответственность как результат может появиться из процедуры авторитаризма. Какой, в конце концов, результат и какова процедура? Желание сбежать от свободы, как научил нас Фромм, глубоко укоренено. Мы пойдем на все, чтобы избежать ответственности и принять авторитет даже в том случае, если необходимо, если это потребует от нас попытаться принять ответственность. Возможно ли, чтобы авторитарная процедура стала товаром? Возможно, это было от приступа боли — мы никогда не узнаем!
Ирвин Д. Ялом «Экзистенциальная психотерапия»
На тренингах использовались очень нестандартные методы. Эрхард спокойно насмехался над участниками ЭСТ, грубил им и оскорблял. Эту авторитарную систему некоторые критики называли «психологическим фашизмом».
Некоторые участники пострадали от участия в таких программах, как ЭСТ-тренинг или Landmark Forum. По словам Роберта Хоу, 45-летняя участница Стефани Нея впала в тяжелую депрессию из-за воспоминаний о плохих отношения с отцом. Из-за этого у нее произошел нервный срыв, что закончилось лечением в психиатрической клинике. Кроме того, многие из тех, кто приходит в культы наподобие саентологии или в группы самопомощи, уже испытывают определенные затруднения в жизни. А некоторые переживают настолько сложную жизненную полосу, что тренинг лишь усугубляет ситуацию.